# 北谷公園陸上競技場
北谷公園陸上競技場（ちゃたんこうえんりくじょうきょうぎじょう）は、沖縄県中頭郡北谷町の北谷町運動公園内にある陸上競技場。

## 概要
14221人収容の日本陸上競技連盟第2種公認の競技場である（うちメインスタンドが座席2221席、他は芝生席）。芝生保護のためサッカーの試合は、少年大会は1日4試合、一般大会は1日2試合で、なおかつ1ヶ月2回までを原則とし、トーナメント大会の場合は準決勝以後のみ使用許可を出している。ただし陸上競技の多い秋季は陸上大会での利用が優先される。なお、2012年までFC琉球が主催試合を開催していた。